# Chevrolet Camaro

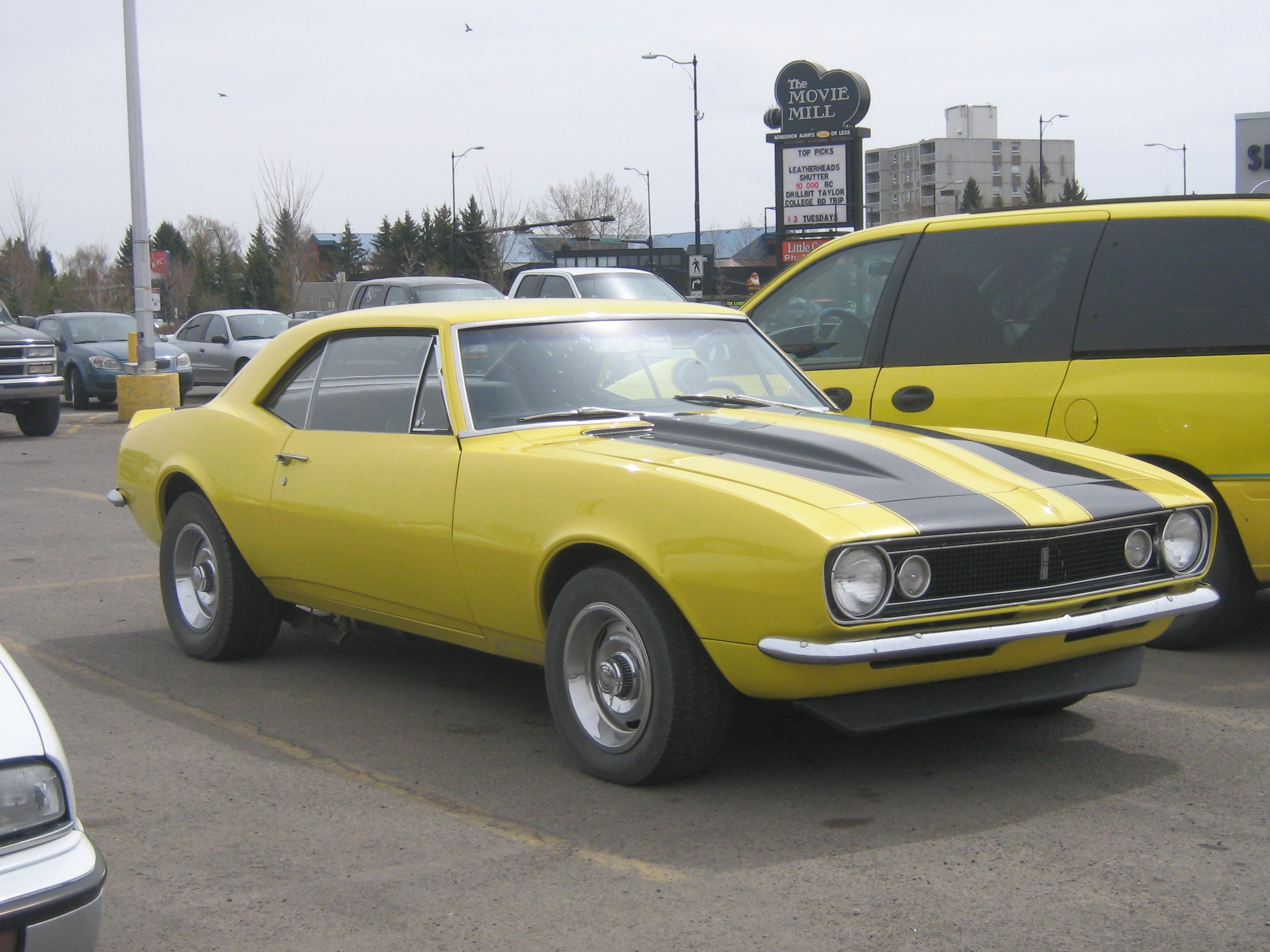
Chevrolet Camaro (1967)

Der Camaro ist ein Pony Car der zum US-amerikanischen Automobilkonzern General-Motors (GM) gehörenden Automobilmarke Chevrolet. Laut Chevrolet leitet sich der Name aus dem französischen Wort camarade ab, was sich mit „Kamerad“ oder „Freund“ übersetzen lässt.

## Beschreibung
Das sportliche Auto entstand als Konkurrenz zum Mitte der 1960er-Jahre extrem erfolgreichen Ford Mustang und wurde als typischer Vertreter der Pony Cars schnell einer der beliebtesten Sportwagen. Leistungsstarke SS-Modelle und der Z/28 zählen auch zu den Muscle Cars. Da er auf der gleichen Plattform (F-Plattform) aufbaute, galt der Pontiac Firebird als sein Schwestermodell. Ein ähnliches, nicht weniger erfolgreiches Konzept verfolgte der bis 31. Juli 2017 zu GM gehörende deutsche Automobilhersteller Opel mit dem Opel Manta.
Die beliebtesten Motorisierungen des Camaro waren großvolumige V8-Ottomotoren. Ebenfalls angebotene Reihen-Sechszylinder, später V6-Maschinen, Anfang der 1980er-Jahre auch Reihen-Vierzylinder, waren der Einstieg und neben den kleineren V8-Motoren die Basis. Dieselmotoren oder mittels Turbolader aufgeladene Benzinmotoren wurden nie angeboten. In allen Baujahren waren stets manuelle Schaltgetriebe oder Automatikgetriebe wählbar.
Zwischen Herbst 1966 und Sommer 2002 kamen vier unterschiedliche Camaro-Generationen auf den Markt. Ab Anfang 1993 wurde die vierte Generation des Camaro gebaut, die aber mit dem ursprünglichen Design nicht mehr viel gemeinsam hatte. In Deutschland war ein 3,8-Liter-V6 mit 142 kW (193 PS) als Coupé und Cabrio im Angebot. Der 5,7-Liter-V8 als Z28 mit 212 kW (288 PS) wurde in Deutschland ausschließlich als Coupé mit T-Tops (zwei herausnehmbaren Glasdachhälften) verkauft.
Das zunächst nur in den USA angebotene Top-Modell trägt die Bezeichnung SS, abgeleitet von Super Sport, und war als Coupé und Cabrio erhältlich. Diese Modelle wurden von 1987 bis 2002 jedoch nicht von General Motors gefertigt, sondern von SLP, einem eigenständigen Tuner und Veredler, vergleichbar mit der M-GmbH bei BMW oder AMG bei Mercedes-Benz.
Im August 2002 wurde die Produktion der vierten Generation aufgrund immer weiter sinkender Verkaufszahlen eingestellt.
Erst nach knapp sieben Jahren Pause nahm GM im Frühjahr 2009 die Produktion der Baureihe mit der fünften Generation wieder auf. Die Preise für den aktuellen Chevrolet Camaro in Deutschland beginnen bei 44.700 Euro (Stand: April 2019).
Zwischen 2015 und 2023 wurde die sechste Camaro-Generation angeboten, die 2018 ein Facelift erhielt.
Einige Generationen wurden bzw. werden auch bei General Motors of Canada in Kanada hergestellt.
Der Yenko Camaro war eine getunte Version von Yenko Sportscars.

## Bauzeiten
- 1966–1970: Chevrolet Camaro (1966)
- 1970–1981: Chevrolet Camaro (1970)
- 1982–1993: Chevrolet Camaro (1982)
- 1993–2002: Chevrolet Camaro (1993)
- 2002–2009: Kein Camaro angeboten
- 2009–2015: Chevrolet Camaro (2009)
- 2015–2023: Chevrolet Camaro (2015)

## Baureihengalerie

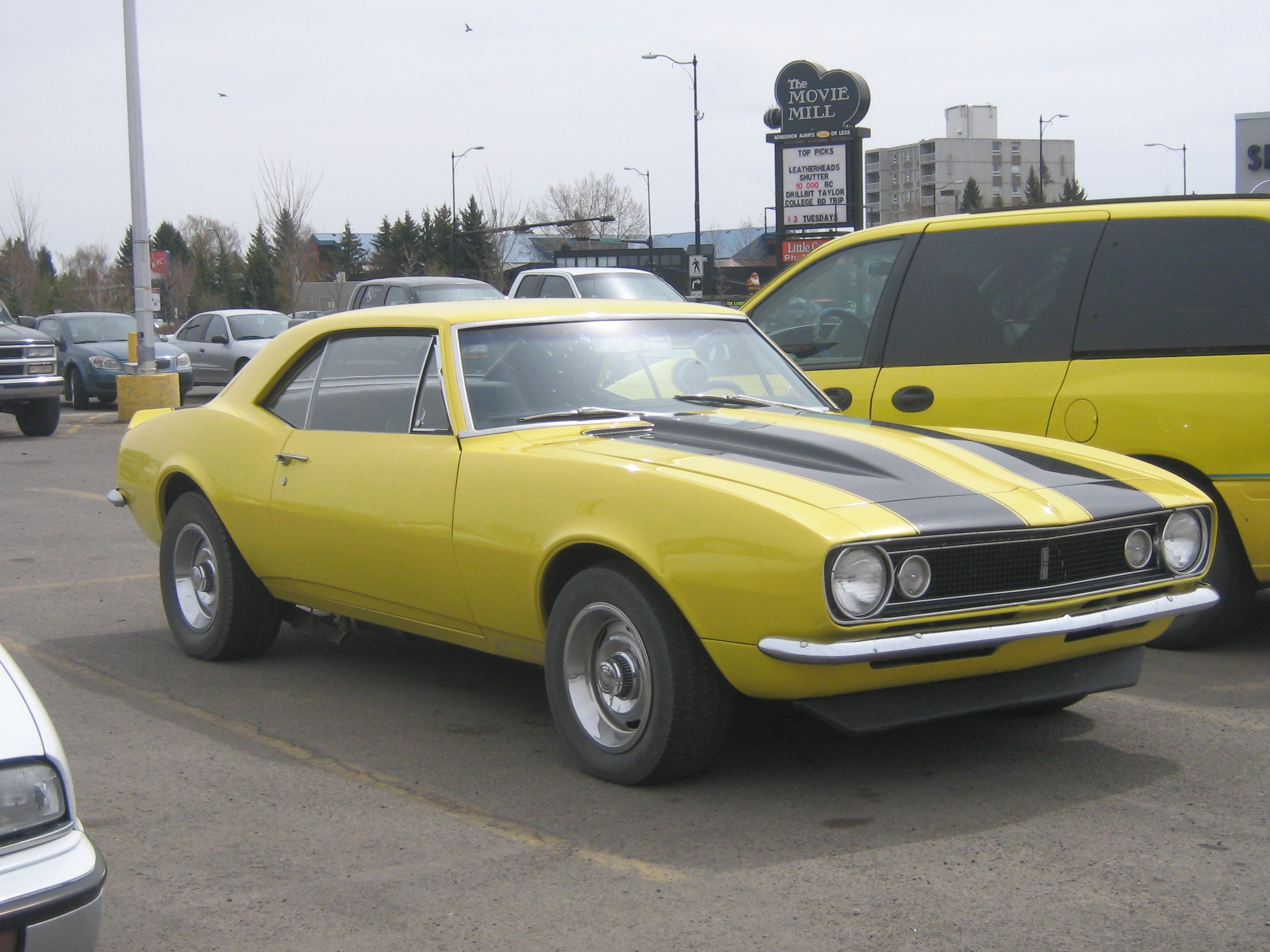
Chevrolet Camaro (1966)
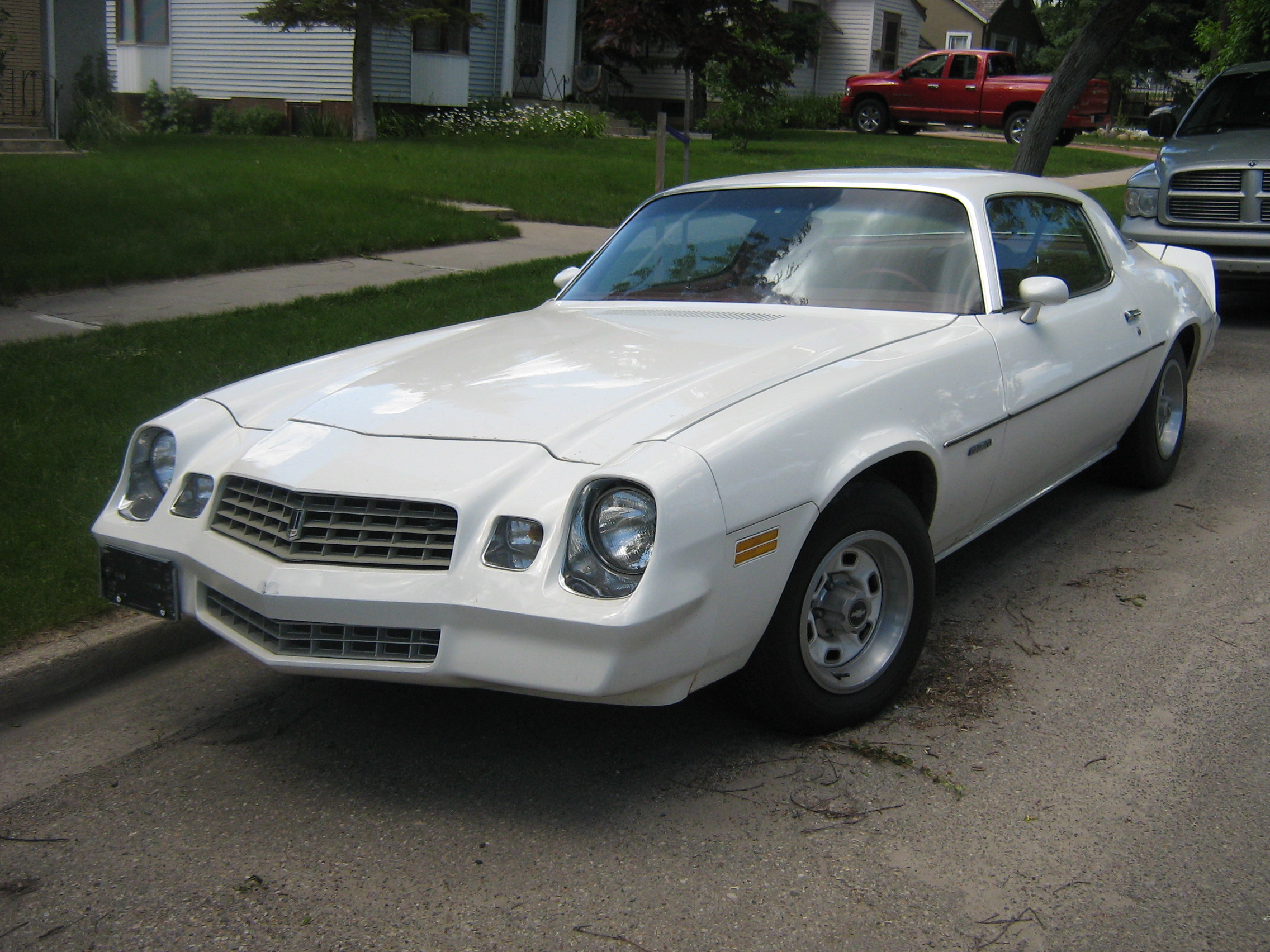
Chevrolet Camaro (1970)
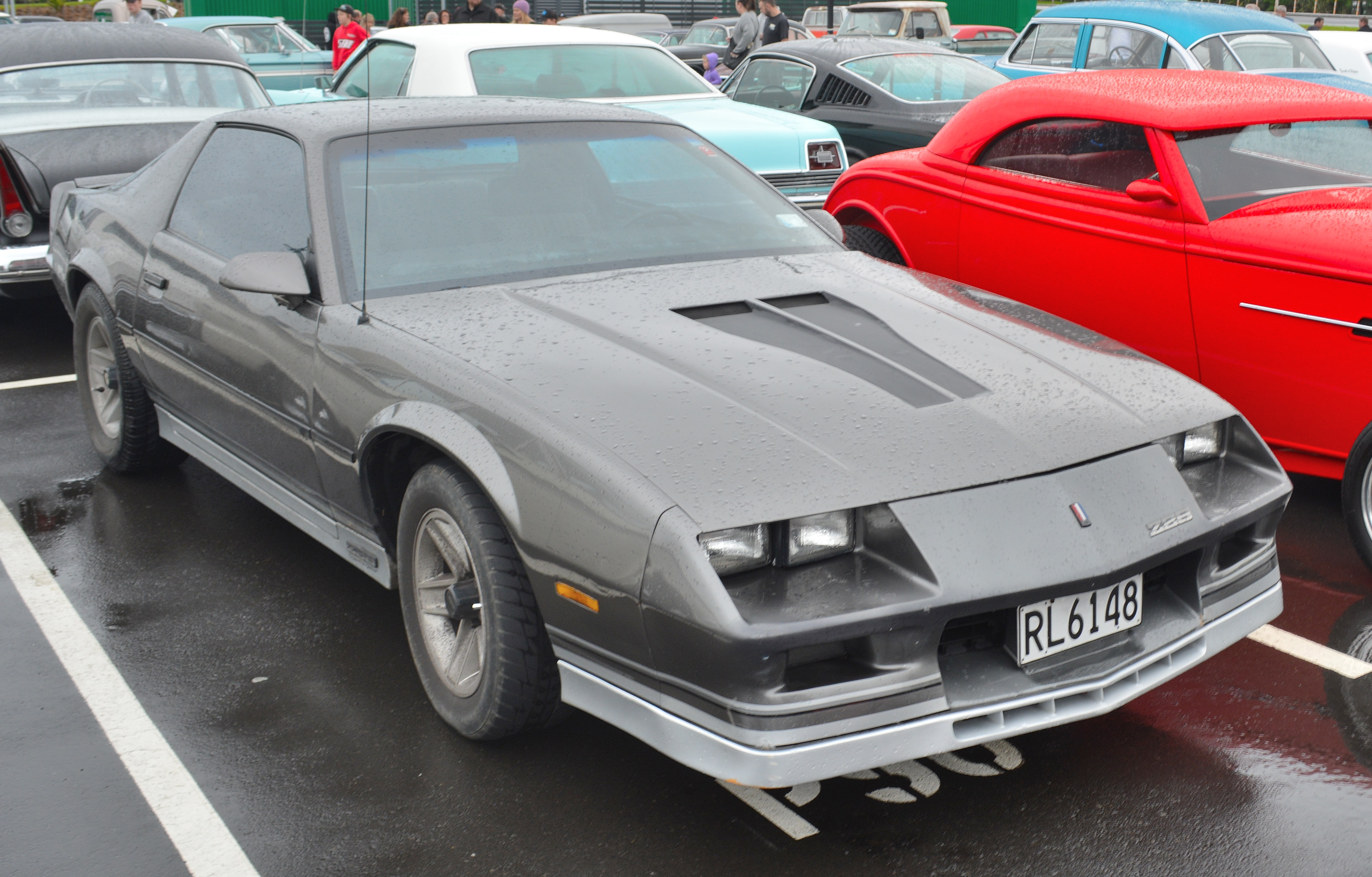
Chevrolet Camaro (1982)
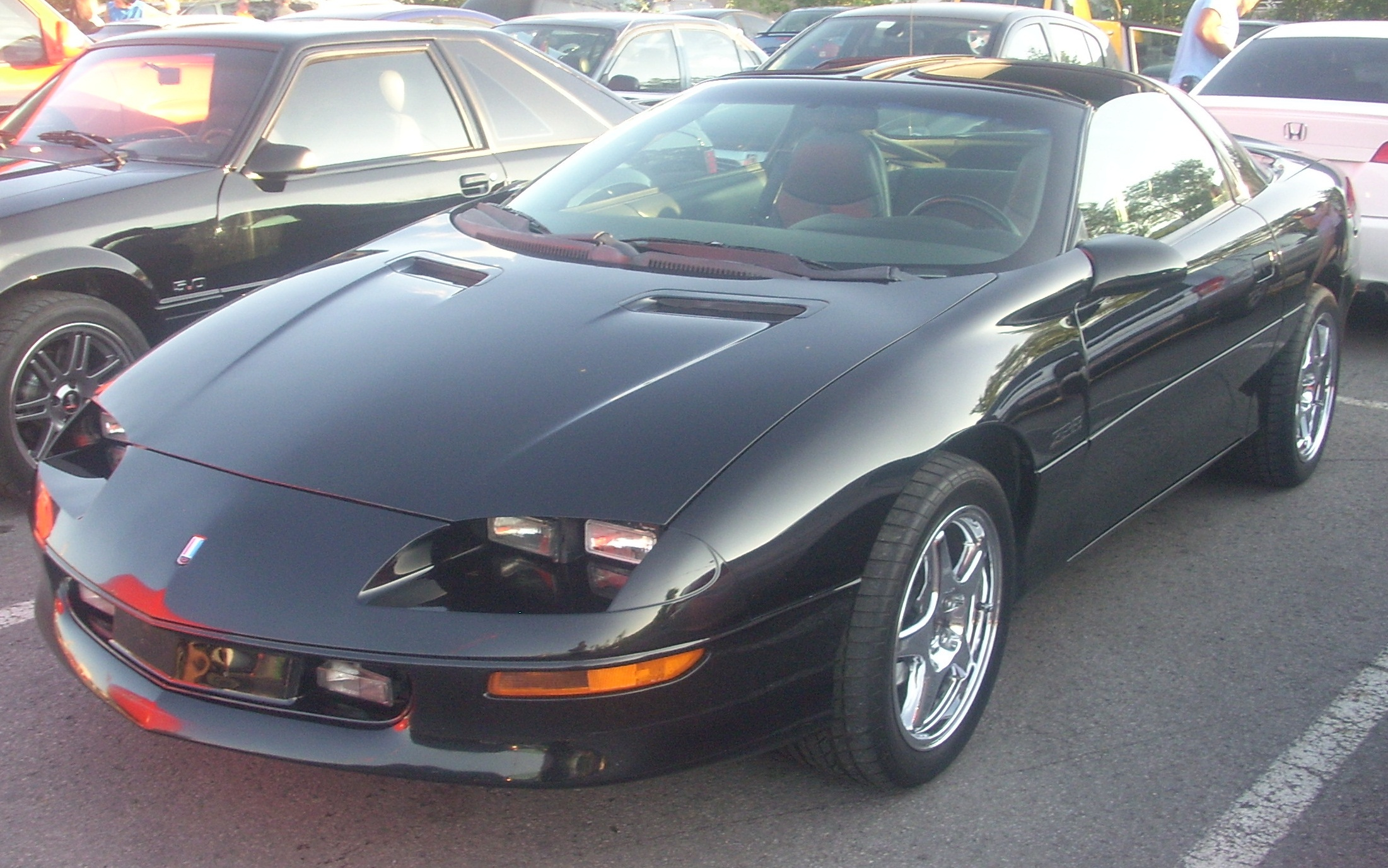
Chevrolet Camaro (1993)
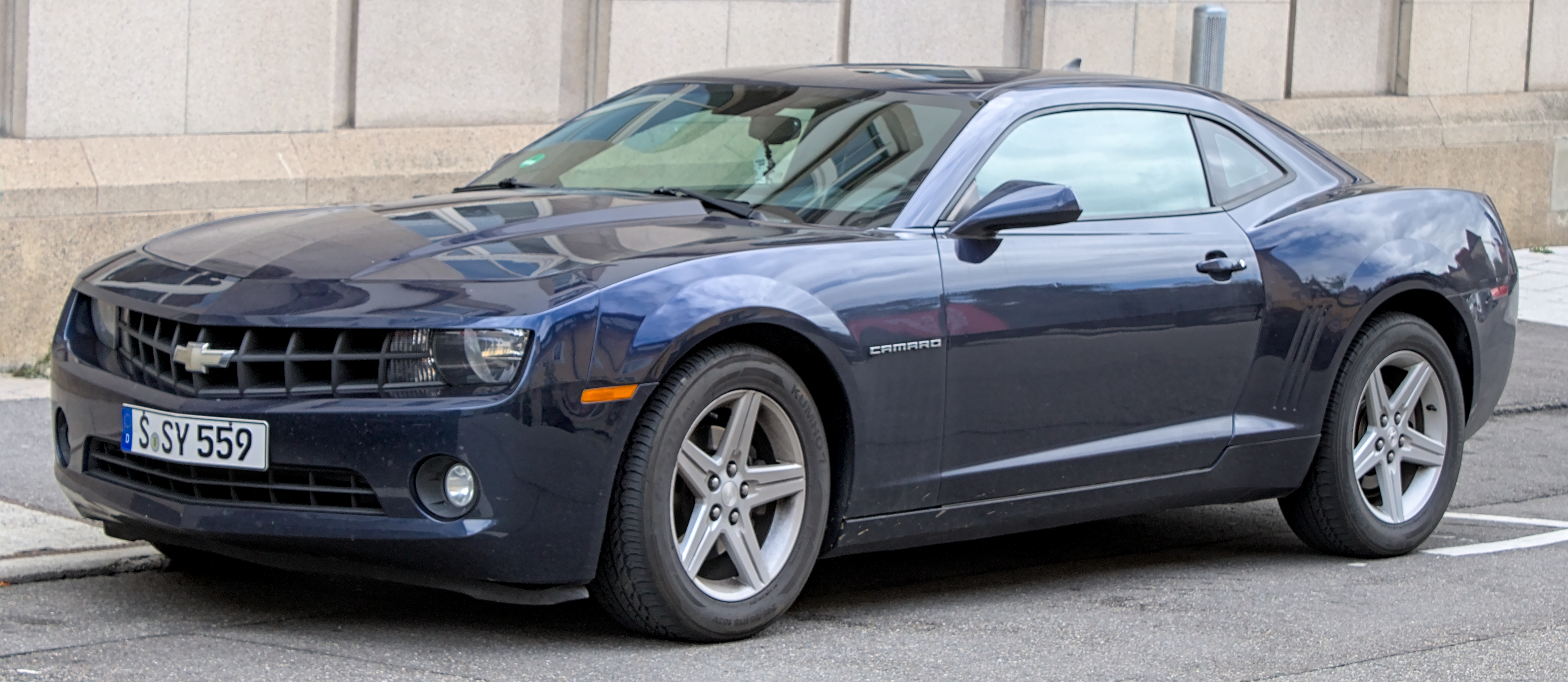
Chevrolet Camaro (2009)
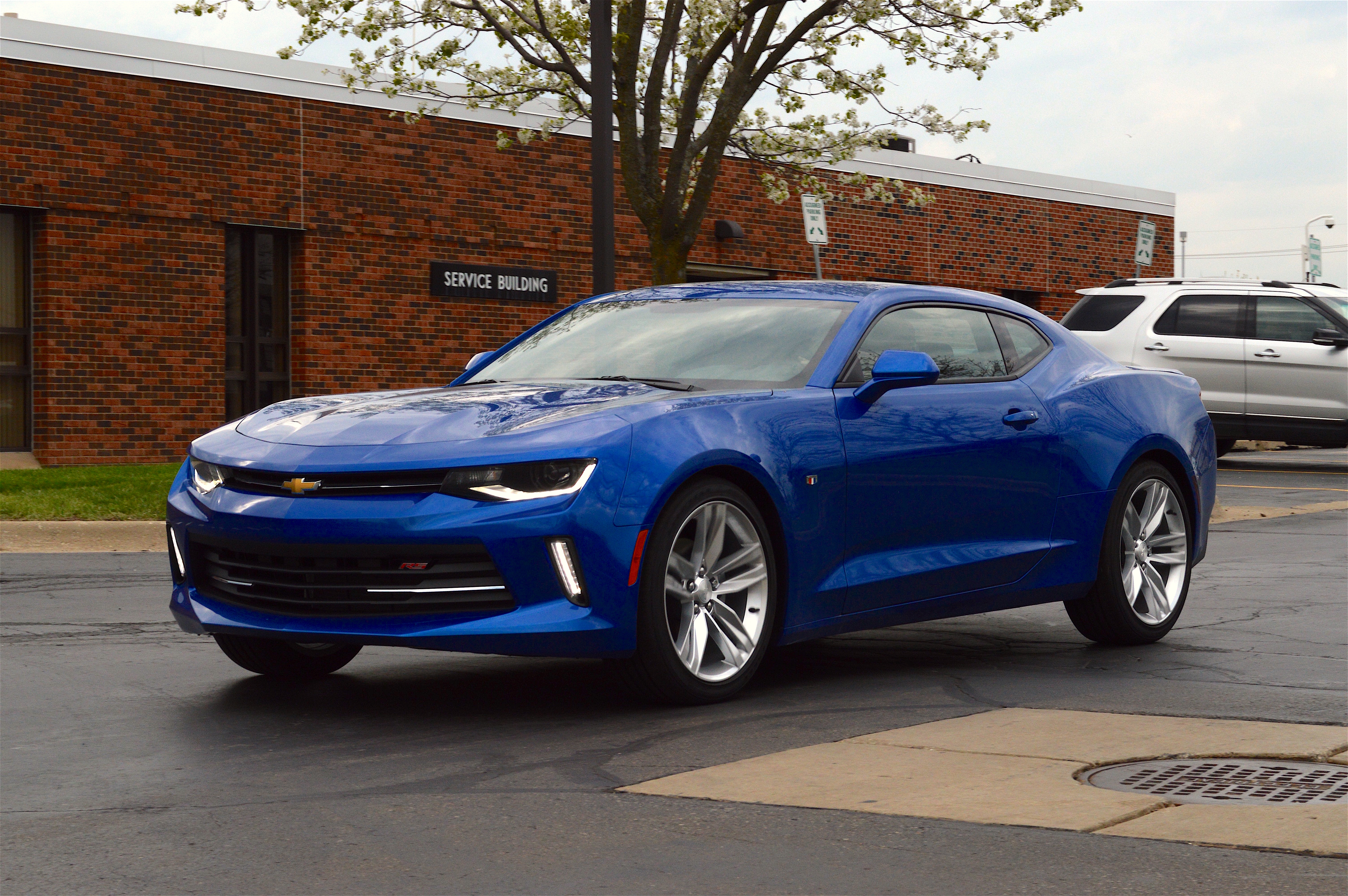
Chevrolet Camaro (2015)

## Der Camaro im Film
Im Film Run All Night von 2015 fährt der Hauptdarsteller Liam Neeson ein Camaro Coupé von 1985.

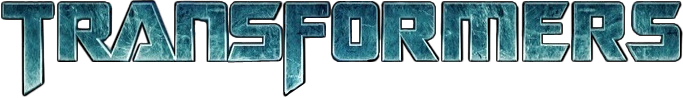

Der Camaro wurde in allen bisherigen Teilen der Blockbuster-Reihe Transformers prominent platziert. Im ersten Teil von 2007 wurden ein Z/28 von 1977 und ein Nachbau des Camaro Concept 2009 verwendet. Letzterer entstand bei Saleen in Zusammenarbeit mit GM. Für die Karosserie aus glasfaserverstärktem Kunststoff (GFK) wurden die originalen Formen des Concept Cars verwendet. Das Fahrgestell wurde von einem Pontiac GTO übernommen und angepasst. Die meisten Anbauteile inklusive der „Alu“-Räder waren Attrappen aus GFK.
In Transformers 2 – Die Rache von 2009 wurde ein Prototyp oder Vorserienmodell des noch nicht im Verkauf erhältlichen Camaro Z28 verwendet. In Transformers 3 (2011) nahm „Bumblebee“ Elemente des kommenden ZL1 vorweg. In Transformers: Ära des Untergangs (2014) wurde ebenfalls ein Concept car verwendet, darüber hinaus verkörpert ein mattschwarzer 1967 SS als Breitbau den Charakter Bumblebee.
2013, im Film The Last Stand, tritt Arnold Schwarzenegger in einem Camaro ZL1 gegen den Bösewicht an, der mit einer getunten Corvette ZR1 Richtung Mexiko rast. Beide Fahrzeuge werden in einem Maisfeld weitestgehend zerlegt.

Für 2 Fast 2 Furious von 2003 wurden mehrere Camaro SS Coupés von 1969 verwendet, die für den Film als Yenko S/C umgestaltet wurden (sog. „Clones“). Ein Fahrzeug wurde bei einem Stunt mit einer Yacht zerstört.
Im 2013 erschienenen Teil Fast and Furios 6 ist ein oranger 1967 Camaro SS Teil der Fahrzeugflotte des Teams um Dominic Toretto und Brian O’Conner.
Ein Camaro Cabrio mit RS-Option von 1967 wurde im Kinofilm Petulia im darauffolgenden Jahr verwendet.
In der TV-Serie Hawaii Five-0 fahren die Hauptdarsteller einen silbernen Camaro LT/RS Coupé von 2010.
Seit Anfang der vierten Staffel wird ein schwarzer Facelift Camaro 2SS RS aus 2014 in der 1LE-Modellvariante verwendet.
In der Serie The Americans kauft sich Philip Jennings, gespielt von Matthew Rhys, im Laufe der zweiten Staffel einen weißen Chevrolet Camaro.
Im Musikvideo zum Song Stylo der britischen Band Gorillaz wurde ein Chevrolet Camaro von 1969 verwendet.
Auch Monaco Franze fährt in der gleichnamigen Serie einen weißen Camaro (wahrscheinlich 1976).
Ein 1967er Camaro wird von Christine – einem Plymouth Fury von 1958 – an einer Tankstelle zerstört. Der Film erschien 1983 unter der Regie von John Carpenter.
In der amerikanischen Fantasyserie Vampire Diaries fährt Damon Salvatore (Ian Somerhalder) einen Chevrolet Camaro von 1969.
„Erin“ wird ein 1969 Chevrolet Camaro Z/28 genannt, der auf einer Liste von zu stehlenden Fahrzeugen im Film Nur noch 60 Sekunden steht.
Im Kinofilm CHiPs von 2017 fährt die Figur Frank „Ponch“ Poncherello sowohl einen roten 1969er Z/28 mit RS-Package als auch einen 2016 Camaro SS in Grant Rot.
Im Film Die Braut, die sich nicht traut fährt die männliche Hauptperson Ike Graham (gespielt von Richard Gere) ein silbergraues Camaro Z28 Cabriolet der 4. Generation von 1998.
Im Musikvideo zum Song Stitches von 2015 fährt Shawn Mendes einen schwarzen Camaro der 2. Generation von 1975.